# Estación de Madrid-Abroñigal
Madrid-Abroñigal es una terminal logística ferroviaria situada en el municipio español de Madrid y dedicada exclusivamente al tráfico de mercancías. Se encuentra enclavada al sudeste de la almendra central de la ciudad, en el número 84 de la calle de Méndez Álvaro, junto a la vía de circunvalación M-30 y aproximadamente a un kilómetro al sur de la estación de Atocha. En la actualidad la estación pertenece a la red de Adif.

## Situación ferroviaria
La estación forma parte del trazado de la línea férrea de ancho ibérico Abroñigal-Bifurcación Rebolledo, punto kilométrico 0,0.

## Historia

### Construcción y primeros años
Los primeros proyectos para ubicar una estación de mercancías en esos terrenos, para descongestionar a la de Atocha, vienen de la época de MZA. Ya en 1928 esta compañía ferroviaria procedió a la expropiación de terrenos para la construcción de las futuras instalaciones. La nueva estación coexistiría con las cercanas instalaciones de clasificación y expedición de mercancías que ya existían en la zona de Cerro Negro y con la estación de Santa Catalina, al sur. 
No obstante, no se iniciarían las obras hasta la década de 1970, ya bajo gestión de RENFE. En aquel momento se decidió dar comienzo a este proyecto ante la previsión que había ya en el Ministerio de Obras Públicas (MOP) de desmantelar las estaciones de mercancías de Peñuelas y Paseo Imperial, para dejar la línea de contorno de Madrid  tan solo para el tráfico de cercanías (operación que no pudo finalizarse hasta 1996, con la inauguración del llamado «pasillo verde ferroviario»). Además, los muelles de carga y descarga de mercancías que se habían previsto en Chamartín junto al acceso por la avenida de Pío XII no fueron construidos, para dedicar la estación casi exclusivamente al tráfico de viajeros, lo que aceleró la decisión de construirlos en el Abroñigal. Tras varios años de obras, la estación de Madrid-Abroñigal sería abierta al tráfico en 1974.
La estación toma su nombre del arroyo Abroñigal, que nacía en Chamartín y bordeaba Madrid por el Este hasta que se produjo su soterramiento para construir la autopista de circunvalación M-30. La estación de mercancías se halla cerca de la desembocadura de dicho arroyo en el río Manzanares, ocupa 230 000 metros cuadrados de superficie, y se halla unida al resto de la red de Adif a modo de un ramal (la línea Abroñigal-Bifurcación Rebolledo), que arranca del punto kilométrico 2,518 de la línea de mercancías de Delicias-Empalme a Santa Catalina, no muy lejos de donde esa línea cruza bajo la general de Madrid a Alicante.
Inicialmente la estación se especializó en el tráfico de contenedores. Madrid-Abroñigal comprendía, en origen, 15 vías de topera y se halla en una rampa de 3 milésimas, siendo una de las primeras inauguradas ya con instalaciones para el tráfico de contenedores, que a la larga ha desplazado a casi todos los demás tipos de transporte de mercancías por tren. El ramal de acceso desde Santa Catalina se explotó con tracción diésel hasta el 1 de marzo de 1987, en que quedó electrificado.

### Etapa reciente
El 1 de enero de 2005, con la extinción de RENFE, Adif pasó a ser la titular de las instalaciones y Renfe Operadora se hizo cargo de la explotación ferroviaria.
El 18 de noviembre de 2014 se inauguró la Línea Madrid-Yiwu, el recorrido de ferrocarril más largo del mundo, que parte de esta estación y llega a la ciudad china de Yiwu, salvando un recorrido de 13.052 km.